# マリア・アンナ・アロイジア・ケラー
マリア・アンナ・アロイジア・アポロニア・ケラー（Maria Anna Aloysia Apollonia Keller、1729年 - 1800年）は、オーストリアの作曲家フランツ・ヨーゼフ・ハイドンの妻。かつら屋のペーター・ケラーの娘で、テレーゼの姉。モーツァルト夫人のコンスタンツェ、チャイコフスキー夫人のアントニナと共に、音楽家の3大悪妻に数えられる。

## 結婚
ハイドンはもとはマリアの妹のテレーゼに惹かれていたが、彼女は修道院に入ってしまう。落ち込んでいたハイドンは、テレーゼの父親にテレーゼの3歳上の姉マリアをおしつけられ、彼女と結婚することになった。マリアは相当の悪妻で、ハイドンは「人生最大の失敗は結婚だった」というほどで、2人の間に子供はいなかった。

## 悪妻説
- ハイドンが書いた楽譜を破いて、野菜を包んだり、ケーキの台紙にしたり、料理の包み紙に使ったりしていたらしい。
- 無教養で夫の仕事には全く理解がない。ハイドンは、「あいつは、自分の亭主が芸術家だろうが、靴屋だろうが、どうでもいいんだ」と言っている。そのうえ美人ではなく、浪費家でやきもち焼きで怒りっぽかった。
- マリアは夫が自分より先に死ぬと考え、「自分が未亡人になったら住みたいから、あの家を買ってくれ」と言ったりしていたらしいが、ハイドンはマリアより長生きしたため、これは実現されなかった。
- ある日、ハイドンの「天地創造」が大成功と報告を聞いたマリアは、「評判がいいようだね。べつに私の知ったことじゃないけどさ」と言ったという。
- マリアは借金が相当あり、ハイドンは金に困っていた。それにハイドンのことを「けち」と噂したりした。
- ハイドンは、マリアが亡くなった後「悪妻」Hob.XXVIIb-23という題のカノンを残している。